# Gran Premio Costa degli Etruschi 2017
Gran Premio Costa degli Etruschi 2017 var den 22. udgave af cykelløbet Gran Premio Costa degli Etruschi. Løbet var en del af UCI Europe Tour-kalenderen og blev arrangeret 5. februar 2017. Det blev vundet af italienske Diego Ulissi fra UAE Team Emirates.

## Hold og ryttere
| UCI WorldTeam- UAE Abu Dhabi UCI Professionelle kontinentalthold (6)- Wilier Triestina-Selle Italia - Bardiani CSF - Androni Giocattoli - Nippo-Vini Fantini - Gazprom-RusVelo - Delko Marseille Provence KTM UCI Kontinentalhold (11)- Unieuro Trevigiani-Hemus 1896 - Tirol - Felbermayr Simplon Wels - Minsk Cycling Club - Amore & Vita-Selle SMP-Fondriest - Vorarlberg - 0711/Cycling - GM Europa Ovini - Meridiana Kamen - Sangemini-MG.Kvis - D'Amico-Utensilnord Landshold- Italien |
| |

### Danske ryttere
- Asbjørn Kragh Andersen kørte for Delko-Marseille Provence KTM
- Sebastian Lander kørte for GM Europa Ovini

## Resultater
| \| Samlede stilling \| Samlede stilling \| Samlede stilling \| Samlede stilling \| Samlede stilling \| \| Rytter \| Rytter \| Hold \| Tid \| \| \| ---------------- \| ---------------------- \| ----------------------------- \| ---------------- \| ---------------- \| \| 1. \| Diego Ulissi \| UAE Abu Dhabi \| 4t 32' 24" \| \| \| 2. \| Manuel Belletti \| Wilier Triestina-Selle Italia \| + 14" \| \| \| 3. \| Francesco Gavazzi \| Androni-Sidermec-Bottecchia \| + 14" \| \| \| 4. \| Roman Majkin \| Gazprom-RusVelo \| + 14" \| \| \| 5. \| Davide Mucelli \| Meridiana Kamen \| + 14" \| \| \| 6. \| Mikel Aristi \| Delko-Marseille Provence-KTM \| + 14" \| \| \| 7. \| Asbjørn Kragh Andersen \| Delko-Marseille Provence-KTM \| + 14" \| \| \| 8. \| Paolo Totò \| Sangemini-MG.Kvis \| + 14" \| \| \| 9. \| Eduard-Michael Grosu \| Nippo-Vini Fantini \| + 14" \| \| \| 10. \| Simone Petilli \| UAE Abu Dhabi \| + 14" \| \| |                        |                               |            |
| |                        |                               |            |
| Kilder: ProCyclingStats Cycling Quotient Cycling Archives |                        |                               |            |
| Samlede stilling |                        |                               |            |
| Rytter | Rytter                 | Hold                          | Tid        |
| 1. | Diego Ulissi           | UAE Abu Dhabi                 | 4t 32' 24" |
| 2. | Manuel Belletti        | Wilier Triestina-Selle Italia | + 14"      |
| 3. | Francesco Gavazzi      | Androni-Sidermec-Bottecchia   | + 14"      |
| 4. | Roman Majkin           | Gazprom-RusVelo               | + 14"      |
| 5. | Davide Mucelli         | Meridiana Kamen               | + 14"      |
| 6. | Mikel Aristi           | Delko-Marseille Provence-KTM  | + 14"      |
| 7. | Asbjørn Kragh Andersen | Delko-Marseille Provence-KTM  | + 14"      |
| 8. | Paolo Totò             | Sangemini-MG.Kvis             | + 14"      |
| 9. | Eduard-Michael Grosu   | Nippo-Vini Fantini            | + 14"      |
| 10. | Simone Petilli         | UAE Abu Dhabi                 | + 14"      |